# 祖師ヶ谷大蔵駅

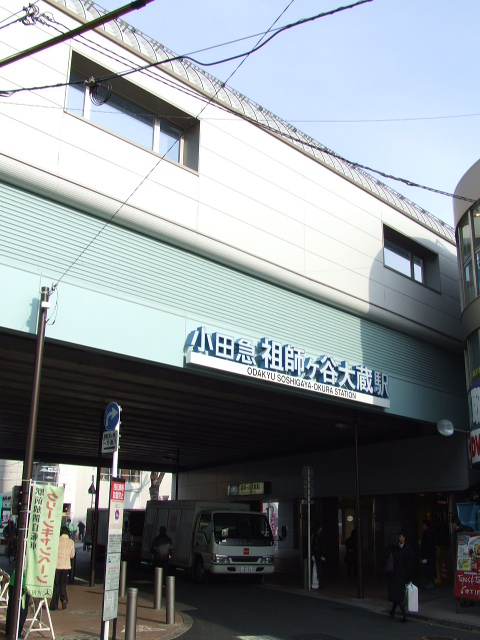
駅南口（2006年撮影）

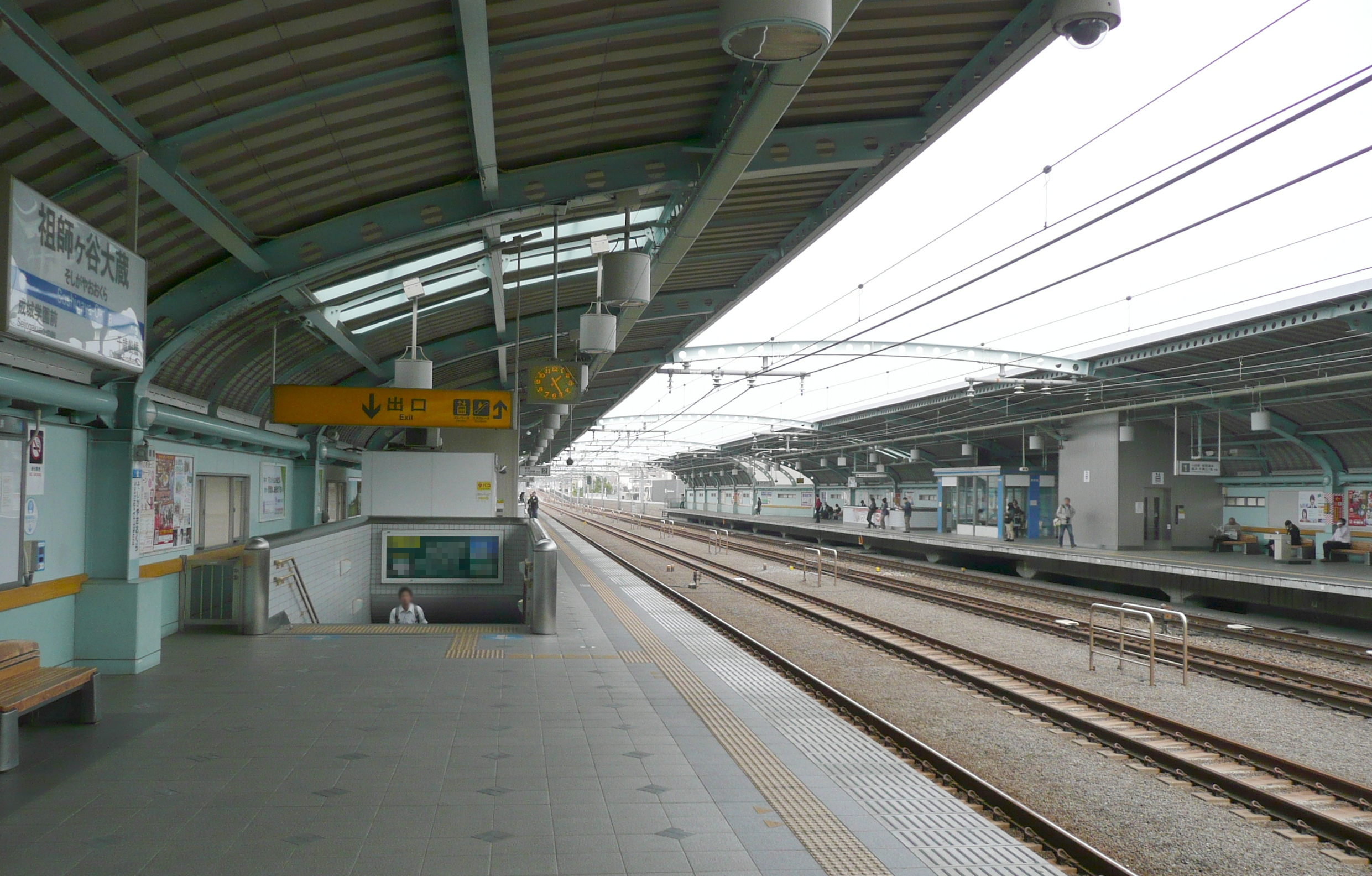
駅ホーム（2011年撮影）

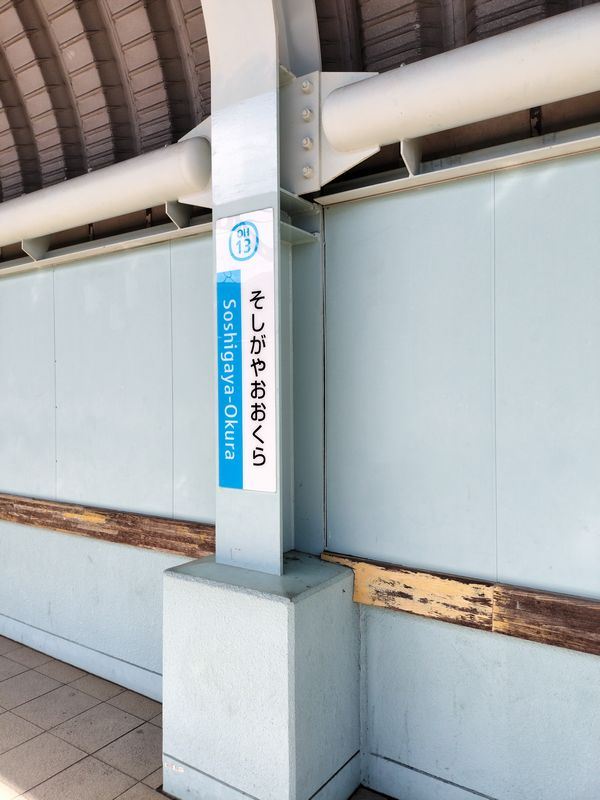
駅のシンボルカラーは水色

祖師ヶ谷大蔵駅（そしがやおおくらえき）は、東京都世田谷区祖師谷一丁目にある、小田急電鉄小田原線の駅である。駅番号はOH 13。

## 歴史

### 年表
- 1927年（昭和2年）4月1日：開設[1]。
- 1937年（昭和12年）9月1日：片瀬江ノ島駅行「直通」の停車駅となる（小田原方面行「直通」は通過）。
- 1948年（昭和23年）9月：桜準急新設、停車駅となる。
- 1950年（昭和25年）2月：区間急行廃止。
- 1993年（平成5年）
  - 3月1日：廃止されたバス停名を「山野小学校」へ改称[2]。跡地にはマンション が建設された（詳しくは東急バス弦巻営業所 と東急バス瀬田営業所 の記事も参照）。
  - 5月16日 ：南口にバス停留所新設、東急バスの路線バスが駅前へ乗入開始[3]。 それまでは駅前が狭隘なため、1つ手前の「祖師谷大蔵」で折返していた。同日、「祖師谷大蔵」は「祖師ヶ谷折返所」に改称された。なお、「祖師ヶ谷折返所」は2010年（平成22年）
- 1994年（平成6年）12月：成城学園前駅 - 梅ヶ丘駅間高架複々線化工事着工[4]。
- 1998年（平成10年）4月16日：高架複々線化事業に伴う新駅舎外観デザイン決定[5]。
- 1999年（平成11年）3月28日：下り線高架化[6][7]。
- 2000年（平成12年）4月23日：上り線高架化（仮設ホームで営業）[7]。現在の駅舎供用開始[6]。
- 2001年（平成13年）12月16日：上り線ホームを本設ホームへ移設[7]。
- 2004年（平成16年）
  - 5月23日：上り急行線使用開始（上り優等列車の下り急行線用地線路利用終了）[6][7]。
  - 9月26日：下り急行線使用開始（複々線化完成）[7]。
  - 12月11日：区間準急新設、停車駅となる[8]。
- 2005年（平成17年）12月19日：世田谷区コミュニティバス「祖師谷・成城地域循環路線（せたがやくるりん）運行開始に伴い[9] 、北口（ウルトラマン商店街の入口）にバス乗り場が新設された[10]。
- 2006年（平成18年）3月19日：当駅周辺にあるウルトラマン商店街が生誕1周年を記念し、小田急初となる接近メロディ導入[11]。曲は上りホームが「ウルトラマンの歌」、下りホームが「ウルトラセブンの歌」である[11]。
- 2014年（平成26年）1月：OH 13の駅ナンバリング導入、使用開始[12]。
- 2016年（平成28年）3月26日：区間準急廃止、再度各停のみ停車となる[13]。
- 2018年（平成30年）3月17日：準急の停車駅となり、千代田線直通列車（準急及び全区間各停）停車開始[14]。

### 駅名の由来
駅所在地が「北多摩郡千歳村大字下祖師ヶ谷」と「北多摩郡砧村大字大蔵」に挟まれるようにあったことから「祖師ヶ谷大蔵」となる。現行行政地名である「祖師谷」に合わせて駅周辺の店舗名等では「祖師谷大蔵」と表記される場合もある。

## 駅構造
複々線高架化工事着工前は相対式ホーム2面2線を有する地上駅で上下線ホームを連絡する跨線橋があり、ホーム西端（成城学園前駅寄り）で線路と祖師谷通りが直交しており、踏切があった。上り方向ホーム西端に駅長事務室と常設改札口があり、下り方向ホームの西端には平日ラッシュ時の時間帯のみ使用されている臨時改札口があった。高架化工事に伴い、間に通過線を挟んだ相対式ホーム2面4線を有する高架駅に改築されて、ホーム西端改札口に接した祖師谷通り踏切は廃止された。
2004年（平成16年）5月22日まで下り急行線となる場所を用いて一部上り優等列車が、各停を追い越していた。なお、配線上の都合から上り電車は急行線が通過後に、緩行線が到着直前に大きく揺れた。5月23日に成城学園前駅から経堂駅の間にある上り複々線化に伴い、配線が一部変更された。9月26日に経堂駅 - 成城学園前駅間下り複々線化に伴い、下り優等列車もホームに接しない線路を用いるようになった。

### のりば
| ホーム | 路線      | 方向 | 軌道   | 行先                   |
| ------ | --------- | ---- | ------ | ---------------------- |
| 1      | 小田原線  | 下り | 緩行線 | 小田原・片瀬江ノ島方面 |
| 通過線 | □小田原線 | 下り | 急行線 | （下り列車通過）       |
| 通過線 | □小田原線 | 上り | 急行線 | （上り列車通過）       |
| 2      | 小田原線  | 上り | 緩行線 | 新宿・ 千代田線方面    |

下り東北沢駅 - 登戸駅間、上り向ヶ丘遊園駅 - 東北沢駅間急行線・緩行線は原則として以下の通りに使い分けられている。
〔急行線〕
□特急ロマンスカー・■快速急行・□通勤急行・■急行が使用する。当駅を含む成城学園前駅 - 経堂駅間のみ□通勤準急も使用する。
〔緩行線〕
■準急・■各停が使用する。□通勤準急も上記以外の区間で使用する。
但し、千代田線直通上り■急行は、経堂駅以東で緩行線を使用する。

### 駅改札内設備
改札口は1F、ホームは2Fにある。待合室は両ホームに設置されている。トイレは1F通過線の真下付近にある。エスカレーター・エレベーターは1・2Fにある各ホームを連絡する。2013年度には行先案内表示器が新設された。

### 駅改札外設備・店舗
- 箱根そば 祖師ヶ谷大蔵店
- DOUTOR 祖師谷大蔵店
- ATM（横浜銀行登戸支店 小田急祖師ヶ谷大蔵駅出張所）
- Amazon Hubロッカー
- PUDOステーション
- 小田急マルシェ 祖師ヶ谷大蔵
- 当駅付近の高架下にある店舗：Tomod's、大戸屋、つけ麺・らーめん春樹、DONQ EDITER（旧：HOKUO）、Odakyu OX MART。

## 利用状況
2024年度（令和6年度）の1日平均乗降人員は47,616人である（小田急線全70駅中21位）。
近年の1日平均乗降・乗車人員の推移は以下の通り。
| 年度               | 1日平均 乗降人員 | 1日平均 乗車人員 | 出典     |
| ------------------ | ---------------- | ---------------- | -------- |
| 1956年（昭和31年） |                  | 9,372            | [ * 1 ]  |
| 1957年（昭和32年） |                  | 7,878            | [ * 2 ]  |
| 1958年（昭和33年） |                  | 10,088           | [ * 3 ]  |
| 1959年（昭和34年） |                  | 10,361           | [ * 4 ]  |
| 1960年（昭和35年） | 22,404           | 11,195           | [ * 5 ]  |
| 1961年（昭和36年） | 24,177           | 12,014           | [ * 6 ]  |
| 1962年（昭和37年） | 25,983           | 12,774           | [ * 7 ]  |
| 1963年（昭和38年） | 27,152           | 13,532           | [ * 8 ]  |
| 1964年（昭和39年） | 29,470           | 14,576           | [ * 9 ]  |
| 1965年（昭和40年） | 31,893           | 15,729           | [ * 10 ] |
| 1966年（昭和41年） | 32,117           | 16,046           | [ * 11 ] |
| 1967年（昭和42年） | 33,037           | 16,512           | [ * 12 ] |
| 1968年（昭和43年） | 33,072           | 16,540           | [ * 13 ] |
| 1969年（昭和44年） | 33,827           | 17,156           | [ * 14 ] |
| 1970年（昭和45年） | 34,805           | 17,652           | [ * 15 ] |
| 1971年（昭和46年） | 33,316           | 16,812           | [ * 16 ] |
| 1972年（昭和47年） | 33,234           | 16,897           | [ * 17 ] |
| 1973年（昭和48年） | 33,803           | 17,258           | [ * 18 ] |
| 1974年（昭和49年） | 35,714           | 17,932           | [ * 19 ] |
| 1975年（昭和50年） | 34,369           | 17,413           | [ * 20 ] |
| 1976年（昭和51年） | 33,774           | 16,983           | [ * 21 ] |
| 1977年（昭和52年） | 34,828           | 16,962           | [ * 22 ] |
| 1978年（昭和53年） | 32,442           | 16,381           | [ * 23 ] |
| 1979年（昭和54年） | 31,601           | 15,939           | [ * 24 ] |
| 1980年（昭和55年） | 30,667           | 15,669           | [ * 25 ] |
| 1981年（昭和56年） | 30,772           | 15,492           | [ * 26 ] |
| 1982年（昭和57年） | 30,321           | 15,291           | [ * 27 ] |
| 1983年（昭和58年） | 30,472           | 15,449           | [ * 28 ] |
| 1984年（昭和59年） | 30,503           | 15,350           | [ * 29 ] |
| 1985年（昭和60年） | 31,292           | 15,840           | [ * 30 ] |
| 1986年（昭和61年） | 32,142           | 16,256           | [ * 31 ] |
| 1987年（昭和62年） | 32,136           | 16,241           | [ * 32 ] |
| 1988年（昭和63年） | 32,983           | 16,681           | [ * 33 ] |
| 1989年（平成元年） | 33,550           | 17,028           | [ * 34 ] |
| 1990年（平成02年） | 35,982           | 17,402           | [ * 35 ] |
| 1991年（平成03年） | 34,873           | 17,710           | [ * 36 ] |
| 1992年（平成04年） | 34,899           | 17,694           | [ * 37 ] |
| 1993年（平成05年） | 34,921           | 17,650           | [ * 38 ] |
| 1994年（平成06年） | 34,466           | 17,467           | [ * 39 ] |
| 1995年（平成07年） | 34,094           | 17,281           | [ * 40 ] |
| 1996年（平成08年） | 34,058           | 17,282           | [ * 41 ] |
| 1997年（平成09年） | 32,967           | 17,085           | [ * 42 ] |
| 1998年（平成10年） | 32,806           | 17,173           | [ * 43 ] |
| 1999年（平成11年） | 32,755           | 17,110           | [ * 44 ] |
| 2000年（平成12年） | 33,654           | 17,548           | [ * 45 ] |
| 2001年（平成13年） | 34,303           | 17,807           | [ * 46 ] |
| 2002年（平成14年） | 34,898           | 18,132           | [ * 47 ] |
| 2003年（平成15年） | 35,772           | 18,500           | [ * 48 ] |
| 2004年（平成16年） | 37,432           | 19,011           | [ * 49 ] |
| 2005年（平成17年） | 38,689           | 19,608           | [ * 50 ] |
| 2006年（平成18年） | 39,885           | 20,145           | [ * 51 ] |
| 2007年（平成19年） | 41,876           | 21,139           | [ * 52 ] |
| 2008年（平成20年） | 42,602           | 21,463           | [ * 53 ] |
| 2009年（平成21年） | 42,659           | 21,436           | [ * 54 ] |
| 2010年（平成22年） | 42,856           | 21,501           | [ * 55 ] |
| 2011年（平成23年） | 42,596           | 21,355           | [ * 56 ] |
| 2012年（平成24年） | 44,039           | 22,063           | [ * 57 ] |
| 2013年（平成25年） | 45,980           | 23,032           | [ * 58 ] |
| 2014年（平成26年） | 46,510           | 23,267           | [ * 59 ] |
| 2015年（平成27年） | 47,857           | 23,945           | [ * 60 ] |
| 2016年（平成28年） | 48,170           | 24,092           | [ * 61 ] |
| 2017年（平成29年） | 48,533           | 24,268           | [ * 62 ] |
| 2018年（平成30年） | 50,982           | 25,496           | [ * 63 ] |
| 2019年（令和元年） | 51,085           | 25,530           | [ * 64 ] |
| 2020年（令和02年） | 33,774           | 16,879           | [ * 65 ] |
| 2021年（令和03年） | 36,673           |                  |          |
| 2022年（令和04年） | 43,037           |                  |          |
| 2023年（令和05年） | 45,932           |                  |          |
| 2024年（令和06年） | 47,616           |                  |          |

## 駅周辺
駅周辺の道路は狭く一方通行が多い。道路地図を見ると成城学園前駅と環八通り間に南北ベルト状に隘路地帯が存在しており、地理に詳しくない人は道に迷う場合がある。これは耕地整理をしないまま宅地化されたためである。

### ウルトラマン商店街

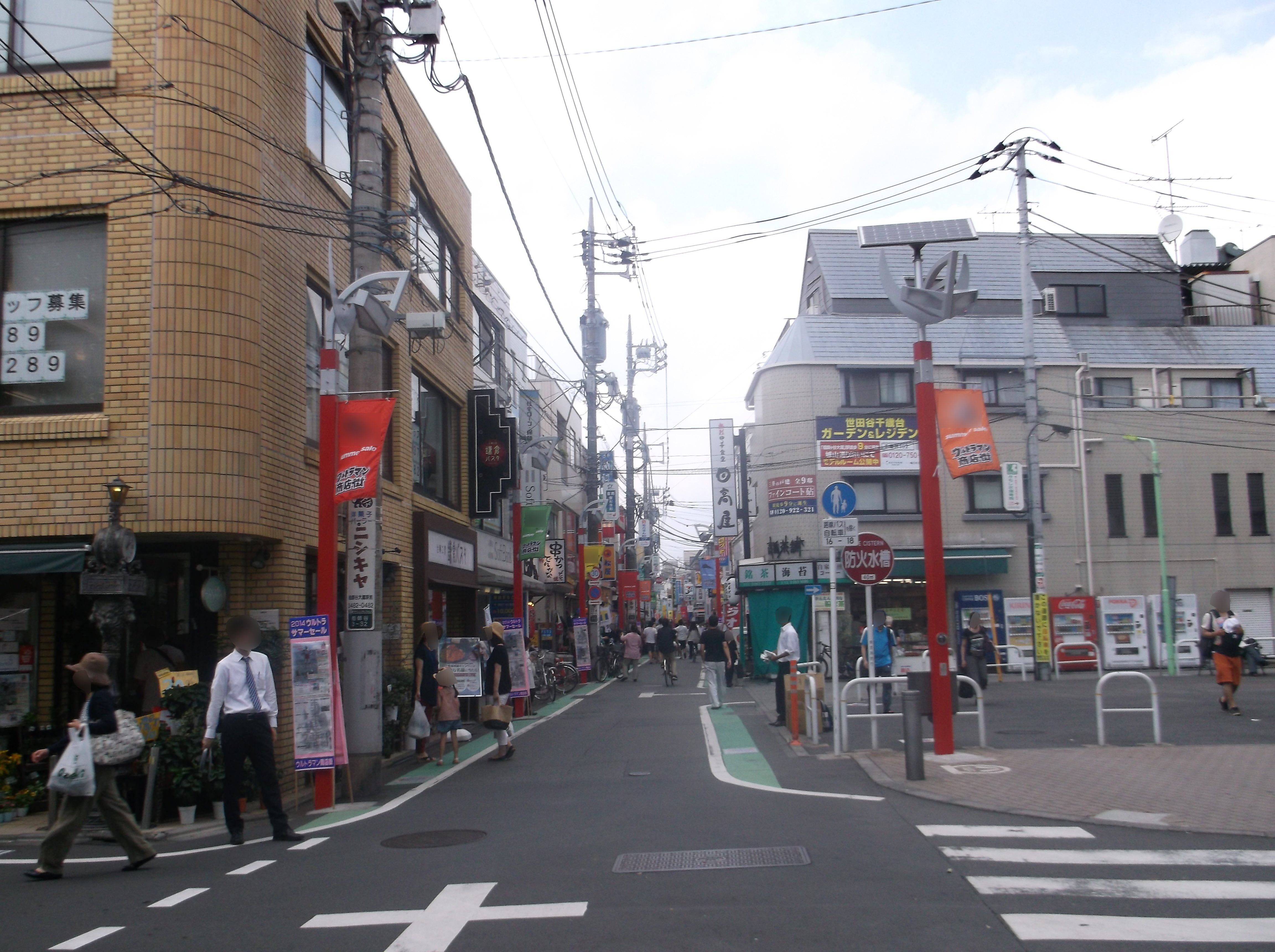
ウルトラマン商店街（2014年撮影）

ウルトラマンシンボル像

ウルトラマンアーチ

ゾフィーアーチ

帰ってきたウルトラマンアーチ

カネゴン像

2005年（平成17年）4月3日、祖師谷昇進会商店街振興組合・祖師谷商店街振興組合・祖師谷みなみ商店街振興組合が円谷プロダクション協力の下、ウルトラマン商店街が誕生。この商店街は祖師谷昇進会商店街・祖師谷商店街・祖師谷みなみ商店街の総称である。当駅より祖師谷通りを約800m南下した場所に円谷プロダクションの初代本社・社屋（後の砧社屋）があったことから「ウルトラマン発祥の地」と呼ばれている。5月26日、祖師谷昇進会商店街振興組合、祖師谷商店街振興組合、祖師谷みなみ商店街振興組合がウルトラマン商店街活性化を軸にした「ウルトラまちづくりの会」を発足。
改札口・コンコースはそれぞれ1箇所のみであるため、「xx口」と言う名称はない。コンコースは西側と北側に開けており、西側は祖師谷通りに接して北側は祖師谷大蔵交番が立地する広場に面している。駅北側の広場は西側が南北方向の祖師谷通り、北側が東西方向の世田谷区に面しており、ウルトラマンがスペシウム光線を撃つポーズが付いた祖師ヶ谷大蔵駅周辺案内板、ウルトラマン、ウルトラセブン、バルタン星人、アントラー、カネゴンを彫り込んだマンホールと車止めがある。祖師谷みなみ商店街に入って直ぐの所にウルトラマンのボディをモチーフとしたモニュメントがある。
2006年（平成18年）3月19日、駅前にウルトラマンが手を腰に当てて仁王立ちするウルトラマンシンボル像、祖師ヶ谷大蔵駅周辺にある3つの商店街の入口にウルトラマン（祖師谷昇進会商店街）、ゾフィー（祖師谷商店街）、帰ってきたウルトラマン（祖師谷みなみ商店街）の飛行している姿の像が付いたウルトラアーチが新設された。
2009年（平成21年）3月31日、祖師谷みなみ商店街にウルトラマン、ウルトラセブン、バルタン星人の顔をモチーフとしたウルトラ街路灯が新設された。
2014年（平成26年）4月12日、祖師谷みなみ商店街にウルトラマンタロウの顔をモチーフとしたウルトラ街路灯が新設された。
2015年（平成27年）7月5日、「ウルトラマン商店街生誕10周年記念イベント」が当駅周辺で行われた。
2023年（令和5年）11月3日、商店街近くにある砧八丁目児童遊園にウルトラセブンがワイドショットを撃つポーズのモニュメント像が新設された。

### 北方面
- 祖師谷まちづくりセンター
- 世田谷区立祖師谷小学校
- 成城学園初等学校
- 祖師谷大蔵駅前郵便局
- 世田谷祖師谷四郵便局
- そしがや温泉21（2023年（令和5年）3月31日閉店）：スーパー銭湯の先駆けとされている銭湯。
- 木梨サイクル：木梨憲武の実家である自転車屋。
- 東京都住宅供給公社祖師谷住宅

### 西方面（成城方面）
- 世田谷区立砧図書館
- 祖師谷ふれあいセンター：2019年（平成31年）2月3日、施設前にカネゴンのモニュメント像が新設された。
- カフェメロディ：『ウルトラシリーズ』のグッズを販売しているオフィシャルショップ「SHOT M78」を併設しているカフェ。

### 南方面
- Odakyu OX
- 世田谷区立山野小学校
- 世田谷区砧まちづくりセンター
- 日本大学商学部・大学院商学研究科
- サレジアン国際学園世田谷中学校・高等学校（旧：目黒星美学園中学校・高等学校）
- 東京メディアシティ
- NHK放送技術研究所
- 国立成育医療研究センター（旧：国立大蔵病院）
- 三峯神社
- 世田谷区立大蔵運動公園陸上競技場
- 世田谷区立大蔵運動公園
- 砧公園 西門
- 世田谷砧郵便局
- 東京都住宅供給公社大蔵住宅
- 妙法寺
- 仙川
- 東京都道428号高円寺砧浄水場線

### バス路線
駅南側・北側に「祖師ヶ谷大蔵駅」停留所があり、以下の路線が東急バスと小田急ハイウェイバスにより運行されている。

#### 北側
- 小田急ハイウェイバス
  - 世田谷区コミュニティバス「祖師谷・成城地域循環路線（せたがやくるりん） 」：砧総合支所（成城学園前駅入口）経由 祖師ヶ谷大蔵駅行

#### 南側
- 東急バス
  - 用01系統：用賀駅行 千歳船橋、農大前経由
  - 渋23系統：渋谷駅行 千歳船橋、農大前、上町、三軒茶屋、大橋経由

## 隣の駅
小田急電鉄
 小田原線
■快速急行・□通勤急行・■急行・□通勤準急
通過
■準急・■各駅停車
千歳船橋駅（OH 12） - 祖師ヶ谷大蔵駅（OH 13） - 成城学園前駅（OH 14）